# Mittelrheinpokal 2023/24
Der Mittelrheinpokal 2023/24 war die 32. Austragung im Fußball-Mittelrheinpokal der Männer, der vom Fußball-Verband Mittelrhein veranstaltet wird. Der Wettbewerb wird nach einem Sponsor Bitburger-Pokal oder nach dem Verband FVM-Pokal genannt. Der Sieger Alemannia Aachen qualifizierte sich für die erste Hauptrunde des DFB-Pokal 2024/25.

## Modus
Der Mittelrheinpokal wurde im K.-o.-System ausgetragen. In jeder Runde gab es ein Spiel. Wenn ein Spiel nach 90 Minuten unentschieden stand, wurde das Spiel um zweimal 15 Minuten verlängert. Sollte danach immer noch keine Entscheidung gefallen sein, folgte ein Elfmeterschießen. Die jeweils klassentiefere Mannschaft hatte bis einschließlich Halbfinale Heimrecht. Eine Ausnahme bildeten in der ersten Runde die Kreispokalsieger, die als Belohnung für ihren Titel in der ersten Runde Heimrecht hatten. Alle Runden wurden aus einem einzigen Lostopf ohne Einschränkungen ausgelost. Eine Ausnahme bildete auch hier die erste Runde, in der weder Kreispokalsieger noch Mannschaft aus dem gleichen Kreis aufeinander treffen konnten. Davon ausgenommen waren die höherklassigen Vereine, die nicht an den Kreispokalen teilnehmen (3. Liga und Regionalliga West). Das Finale wurde am 25. Mai 2024 im Sportpark Höhenberg ausgetragen.

## Teilnehmende Mannschaften
Für den Mittelrheinpokal 2023/24 qualifizierten sich automatisch die Vereine aus dem Verbandsgebiet, die in der 3. Liga und der Regionalliga West spielten. Dazu kommen die drei erstplatzierten Mannschaften aus den Kreispokalwettbewerben der Kreise Köln, Bonn, Sieg, Berg, Euskirchen, Rhein-Erft, Aachen, Düren und Heinsberg.
| Mittelrheinische Mannschaften der 3. Liga 2023/24 | Mittelrheinische Mannschaften der 3. Liga 2023/24 | Mittelrheinische Mannschaften der Regionalliga West 2023/24 II    | Mittelrheinische Mannschaften der Regionalliga West 2023/24 II    |
| FC Viktoria Köln                                  | FC Viktoria Köln                                  | TSV Alemannia Aachen 1. FC Düren SC Fortuna Köln FC Wegberg-Beeck | TSV Alemannia Aachen 1. FC Düren SC Fortuna Köln FC Wegberg-Beeck |
| Teilnehmer aus den Kreispokalwettbewerben         |                                                   |                                                                   |                                                                   |
| Kreis                                             | Sieger                                            | Zweiter                                                           | Dritter                                                           |
| Aachen                                            | SV 1914 Eilendorf (LL)                            | Germania Eicherscheid (BL)                                        | DJK Arminia Eilendorf (LL)                                        |
| Berg                                              | SV Eintracht Hohkeppel (MRL)                      | SSV Homburg-Nümbrecht (LL)                                        | SV Bergisch Gladbach 09 (MRL)                                     |
| Bonn                                              | FV Bonn-Endenich (MRL)                            | Bonner SC (MRL)                                                   | SSV Merten (LL)                                                   |
| Düren                                             | Borussia Freialdenhoven (MRL)                     | FC Germania Lich-Steinstraß (BL)                                  | Alemannia Lendersdorf (KLA)                                       |
| Euskirchen                                        | TuS Chlodwig Zülpich (BL)                         | SC Germania Erftstadt-Lechenich (LL)                              | JSG Erft 01 Euskirchen (BL)                                       |
| Heinsberg                                         | SV Helpenstein (LL)                               | SV Roland Millich (KLA)                                           | Germania Hilfarth (KLA)                                           |
| Köln                                              | SV Bergfried Leverkusen (KLA)                     | SV Deutz 05 (LL)                                                  | FC Pesch (LL)                                                     |
| Rhein-Erft                                        | SpVg Frechen 20 (MRL)                             | TuS Königsdorf (MRL)                                              | Hilal-Maroc Bergheim (BL)                                         |
| Sieg                                              | Siegburger SV 04 (MRL)                            | TuS Mondorf (LL)                                                  | FSV Neunkirchen-Seelscheid (LL)                                   |

## 1. Runde
Die Partien wurden am 25. und 31. Oktober sowie am 1. und 7. November 2023 ausgetragen.
| Datum                      |                               | Ergebnis              |                                      |
| -------------------------- | ----------------------------- | --------------------- | ------------------------------------ |
| Mi., 25.10.2023, 19:00 Uhr | TuS Mondorf (LL)              | 0:4                   | FC Viktoria Köln (3L)                |
| Di., 31.10.2023, 20:00 Uhr | SV Bergisch Gladbach 09 (MRL) | 0:4                   | FC Wegberg-Beeck (RL)                |
| Mi., 1.11.2023, 18:00 Uhr  | Siegburger SV 04 (MRL)        | 4:0                   | FC Germania Lich-Steinstraß (BL)     |
| Mi., 1.11.2023, 18:00 Uhr  | SV Bergfried Leverkusen (KLA) | 2:2 n. V. (5:4 i. E.) | FSV Neunkirchen-Seelscheid (LL)      |
| Mi., 1.11.2023, 18:00 Uhr  | FV Bonn-Endenich (MRL)        | 0:3                   | SC Fortuna Köln (RL)                 |
| Mi., 1.11.2023, 18:00 Uhr  | SV Eintracht Hohkeppel (MRL)  | 6:0                   | SC Alemannia Lendersdorf (KLA)       |
| Mi., 1.11.2023, 18:00 Uhr  | Borussia Freialdenhoven (MRL) | 4:3 n. V.             | SSV Homburg-Nümbrecht (LL)           |
| Mi., 1.11.2023, 18:00 Uhr  | SV Helpenstein (LL)           | 0:1                   | SV Deutz 05 (LL)                     |
| Mi., 1.11.2023, 18:00 Uhr  | SV 1914 Eilendorf (LL)        | 6:3                   | SV Roland Millich (KLA)              |
| Mi., 1.11.2023, 18:00 Uhr  | TuS Chlodwig Zülpich (BL)     | 2:0                   | Germania Hilfarth (KLA)              |
| Mi., 1.11.2023, 18:00 Uhr  | DJK Arminia Eilendorf (LL)    | 1:3 n. V.             | TuS Königsdorf (MRL)                 |
| Mi., 1.11.2023, 18:00 Uhr  | FC Pesch (LL)                 | 2:1                   | SSV Merten (LL)                      |
| Mi., 1.11.2023, 18:00 Uhr  | Germania Eicherscheid (BL)    | 4:1                   | SC Germania Erftstadt-Lechenich (LL) |
| Mi., 1.11.2023, 18:00 Uhr  | JSG Erft 01 Euskirchen (BL)   | 2:5                   | 1. FC Düren (RL)                     |
| Mi., 1.11.2023, 18:30 Uhr  | SpVg Frechen 20 (MRL)         | 2:2 n. V. (2:4 i. E.) | Bonner SC (MRL)                      |
| Mi., 7.11.2023, 19:30 Uhr  | Hilal-Maroc Bergheim (BL)     | 0:10                  | Alemannia Aachen (RL)                |

## Achtelfinale
Die Partien wurden am 13. sowie am 16. und 17. Dezember 2023 ausgetragen.
| Datum                      |                               | Ergebnis              |                               |
| -------------------------- | ----------------------------- | --------------------- | ----------------------------- |
| Mi., 13.12.2023, 19:00 Uhr | FC Pesch (LL)                 | 1:3                   | FC Viktoria Köln (3L)         |
| Mi., 13.12.2023, 19:30 Uhr | Germania Eicherscheid (BL)    | 0:2                   | 1. FC Düren (RL)              |
| Sa., 16.12.2023, 13:30 Uhr | SV 1914 Eilendorf (LL)        | 0:5                   | Bonner SC (MRL)               |
| Sa., 16.12.2023, 14:00 Uhr | SV Bergfried Leverkusen (KLA) | 1:5                   | SC Fortuna Köln (RL)          |
| Sa., 16.12.2023, 15:30 Uhr | SV Deutz 05 (LL)              | 2:4                   | SV Eintracht Hohkeppel (MRL)  |
| Sa., 16.12.2023, 15:30 Uhr | FC Wegberg-Beeck (RL)         | 0:4                   | Alemannia Aachen (RL)         |
| So., 17.12.2023, 14:00 Uhr | Siegburger SV 04 (MRL)        | 1:1 n. V. (2:3 i. E.) | Borussia Freialdenhoven (MRL) |
| So., 17.12.2023, 14:00 Uhr | TuS Chlodwig Zülpich (BL)     | 0:1                   | TuS Königsdorf (MRL)          |

## Viertelfinale
Die Partien wurden am 14. und 27. Februar 2024 ausgetragen.
| Datum                      |                               | Ergebnis  |                       |
| -------------------------- | ----------------------------- | --------- | --------------------- |
| Mi., 14.02.2024, 19:00 Uhr | Borussia Freialdenhoven (MRL) | 0:3       | TuS Königsdorf (MRL)  |
| Mi., 14.02.2024, 19:00 Uhr | SV Eintracht Hohkeppel (MRL)  | 1:2 n. V. | Bonner SC (MRL)       |
| Mi., 14.02.2024, 19:30 Uhr | Alemannia Aachen (RL)         | 2:0       | FC Viktoria Köln (3L) |
| Mi., 27.02.2024, 19:30 Uhr | SC Fortuna Köln (RL)          | 1:3       | 1. FC Düren (RL)      |

## Halbfinale
Die Partien wurden am 20. und 22. März 2024 ausgetragen.
| Datum                      |                       | Ergebnis  |                      |
| -------------------------- | --------------------- | --------- | -------------------- |
| Fr., 22.03.2024, 19:30 Uhr | Alemannia Aachen (RL) | 2:1 n. V. | 1. FC Düren (RL)     |
| Mi., 20.03.2024, 19:00 Uhr | Bonner SC (MRL)       | 4:0       | TuS Königsdorf (MRL) |

## Finale
Die Partie wurde am 25. Mai 2024 ausgetragen.
| TSV Alemannia Aachen                                | TSV Alemannia Aachen | Bonner SC | Bonner SC |
| --------------------------------------------------- | --- | --- | --------- |
| TSV Alemannia Aachen                                | \| Sa., 25. Mai 2024 in Köln (Sportpark Höhenberg) \| \| Ergebnis: 4:2 (2:1) \| \| Zuschauer: 7.242 \| \| Schiedsrichter: Ivan Mrkalj (DJK Viktoria Buchheim) \| \| Spielbericht \| | \| Sa., 25. Mai 2024 in Köln (Sportpark Höhenberg) \| \| Ergebnis: 4:2 (2:1) \| \| Zuschauer: 7.242 \| \| Schiedsrichter: Ivan Mrkalj (DJK Viktoria Buchheim) \| \| Spielbericht \|                                                                            | Bonner SC |
| TSV Alemannia Aachen                                | Marcel Johnen – Nils Winter (83. Florian Heister) – Jan-Luca Rumpf – Mika Hanraths – Saša Strujić – Bastian Müller (59. Frederic Baum) – Julian Schwermann – Lukas Scepanik (80. Sascha Marquet) – Ulrich Bapoh (24. Dustin Willms) – Anton Heinz (90. Franko Uzelac) – Thilo Töpken Cheftrainer: Heiner Backhaus | Martin Michel – Adis Omerbasic – Tarik Dogan – Massaman Keita – Markus Wipperfürth – Maximilian Pommer – Leon Augusto (79. Creighton Braun) – Jonas Berg – Michael Okoroafor (78. Rudolf González) – Hendrik Strobl – Serhat Koruk Cheftrainer: Sascha Glatzel | Bonner SC |
| TSV Alemannia Aachen                                | 1:1 Anton Heinz (29.) 2:1 Thilo Töpken (43.) 3:2 Dustin Willms (65.) 4:2 Sasa Strujic (90.+1') | 0:1 Serhat Zübeyr Koruk (14.) 2:2 Chimezie Michael Junior Okoroafor (58.) | Bonner SC |
| TSV Alemannia Aachen                                | Bastian Müller (22.), Anton Heinz (31.), Dustin Willms (55.) | Leon Augusto (2.), Massaman Keita (5.), Maximilian Pommer (19.), Kevin Birk (86.) | Bonner SC |
| TSV Alemannia Aachen                                | Maximilian Pommer (84.) | | Bonner SC |
| Sa., 25. Mai 2024 in Köln (Sportpark Höhenberg)     | | |           |
| Ergebnis: 4:2 (2:1)                                 | | |           |
| Zuschauer: 7.242                                    | | |           |
| Schiedsrichter: Ivan Mrkalj (DJK Viktoria Buchheim) | | |           |
| Spielbericht                                        | | |           |